# Álgebra graduada

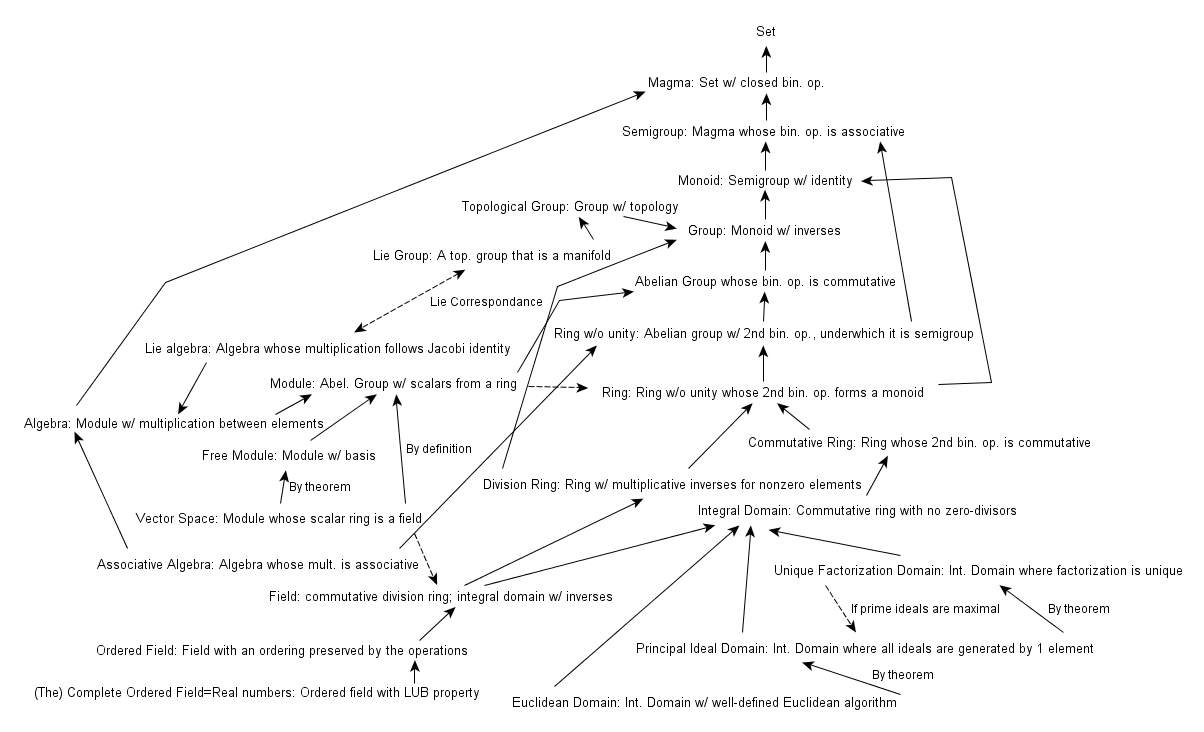
Um diagrama de várias estruturas algébricas e suas inter-relações

Em matemática, em particular em álgebra abstrata, uma álgebra graduada é uma álgebra sobre um corpo, ou mais genericamente R-álgebra, na qual há uma noção consistente do peso de um elemento. A ideia é de que se some os pesos dos elementos quando os multiplicamos, isto é, o peso da multiplicação de dois elementos é simplesmente a soma dos pesos dos elementos que multiplicamos. Ainda que se tenha que permitir a adição 'inconsistente' de elementos de diversos pesos. Uma definição formal segue. 
Seja G um grupo abeliano. Uma álgebra G-graduada é uma álgebra com a decomposição em soma direta
{\displaystyle A=\bigoplus _{i\in G}A_{i}}
tal que
{\displaystyle A_{i}A_{j}\subseteq A_{i+j}}
Um elemento do i-ésimo subespaço Ai se diz elemento de grau i homogêneo ou puro. 